# Brooks (cratère)
Pour les articles homonymes, voir Brooks.
Brooks est un cratère d'impact présent sur la surface de Mercure. 
Le cratère fut ainsi nommé par l'Union astronomique internationale en 2015 en hommage à la poétesse américaine Gwendolyn Brooks. 
Son diamètre est de 34 km. Il se situe dans le quadrangle de Michelangelo (quadrangle H-12) de Mercure. 